# П'єр Коппітерс
П'єр Коппітерс (24 червня 1907) — бельгійський ватерполіст.
Бронзовий призер Олімпійських Ігор 1936 року, учасник 1928 року.